# Harry Aikines-Aryeetey
Harry Aikines-Aryeetey (né le 29 août 1988 à Carshalton) est un athlète britannique, spécialiste du sprint. Il est d'origine ghanéenne.
Il est élu BBC Young Sports Personality et étoile montante de l'année 2005 par l'IAAF après avoir réalisé pour la première fois le doublé 100 m et 200 m lors de championnats du monde d'athlétisme jeunesse 2005.

## Biographie
Grand espoir du sprint britannique, il réussit 10 s 10 sur 100 m (+1,4 m/s) à Rieti le 7 septembre 2008, après avoir été Champion du monde junior 2006. Meilleur temps des engagés aux Championnats d'Europe espoirs d'athlétisme 2009, il remporte la médaille d'or du 100 m avec le temps de 10 s 15. Sélectionné dans l'équipe du relais 4 × 100 m lors des Championnats du monde 2009 à Berlin, le Britannique remporte la médaille de bronze aux côtés de Simeon Williamson, Tyrone Edgar et Marlon Devonish.
En 2011, Harry Aikines-Aryeety remporte avec la Grande-Bretagne le relais 4 × 100 m des championnats d'Europe par équipe de Stockholm.
Lors des Championnats du monde de Daegu en août 2011, il se hisse en demi-finales du 100 m. Il y prend la 3e place en 10 s 23 derrière notamment les deux qualifiés pour la finale Kim Collins et Nesta Carter. Il ne participera pas à la finale.
Lors du relais 4 × 100 m de la compétition, il est à l'origine de la chute violente du 3e relayeur américain, Darvis Patton, juste avant de transmettre le témoin, qui bouleverse les pronostics. La Grande-Bretagne sera également éliminée car Harry Aikines-Aryeetey s'est arrêté.
Lors des championnats d'Europe d’athlétisme il termine troisième sur 100 mètres derrière James Dasaolu (10 s 06) et Christophe Lemaitre (10 s 13).
Le 15 avril 2017, Aryeetey court le 100 m en 9 s 90 mais n'est pas homologable en tant que record personnel à cause d'un vent trop favorable (+ 4,4 m/s).

## Palmarès

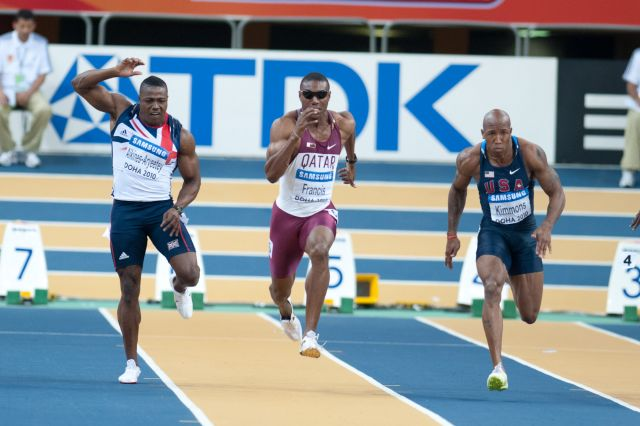
Aikines-Aryeetey à gauche, lors des championnats du monde en salle 2010

| Date | Compétition                       | Lieu           | Résultat | Épreuve   | Temps                    |
| ---- | --------------------------------- | -------------- | -------- | --------- | ------------------------ |
| 2005 | Championnats du monde cadets      | Marrakech      | 1er      | 100 m     | 10 s 35                  |
| 2005 | Championnats du monde cadets      | Marrakech      | 1er      | 200 m     | 20 s 91                  |
| 2006 | Championnats du monde juniors     | Pékin          | 1er      | 100 m     | 10 s 37                  |
| 2009 | Championnats d'Europe espoirs     | Kaunas         | 1er      | 100 m     | 10 s 15                  |
| 2009 | Championnats du monde             | Berlin         | 3e       | 4 × 100 m | 38 s 02                  |
| 2011 | Championnats d'Europe par équipes | Stockholm      | 1er      | 4 × 100 m | 38 s 60                  |
| 2012 | Championnats d'Europe             | Helsinki       | 4e       | 100 m     | 10 s 31                  |
| 2013 | Championnats d'Europe par équipes | Gateshead      | 1er      | 4 × 100 m | 38 s 39                  |
| 2014 | Relais mondiaux de l'IAAF         | Nassau         | 3e       | 4 × 100 m | 38 s 19                  |
| 2014 | Championnats d'Europe par équipes | Brunswick      | 1er      | 4 × 100 m | 38 s 51                  |
| 2014 | Jeux du Commonwealth              | Glasgow        | 2e       | 4 × 100 m | 38 s 02                  |
| 2014 | Championnats d'Europe             | Zurich         | 3e       | 100 m     | 10 s 22                  |
| 2014 | Championnats d'Europe             | Zurich         | 1er      | 4 × 100 m | 37 s 93                  |
| 2014 | Coupe continentale                | Marrakech      | 2e       | 4 × 100 m | 38 s 62                  |
| 2016 | Jeux olympiques                   | Rio de Janeiro | 5e       | 4 × 100 m | 37 s 98                  |
| 2017 | Championnats d'Europe par équipes | Lille          | 1er      | 100 m     | 10 s 21                  |
| 2017 | Championnats d'Europe par équipes | Lille          | 1er      | 4 x 100 m | 38 s 08                  |
| 2018 | Jeux du Commonwealth              | Gold Coast     | 1er      | 4 x 100 m | 38 s 13                  |
| 2018 | Championnats d'Europe             | Berlin         | 1er      | 4 x 100 m | 37 s 80                  |
| 2019 | Relais mondiaux de l'IAAF         | Yokohama       | 3e       | 4 x 100 m | 38 s 15                  |
| 2019 | Championnats d'Europe par équipes | Bydgoszcz      | 4e       | 100 m     | 10 s 57                  |
| 2019 | Championnats d'Europe par équipes | Bydgoszcz      | 1er      | 4 x 100 m | 38 s 73                  |
| 2022 | Championnats d'Europe             | Munich         | 1er      | 4 x 100 m | Participation aux séries |

## Records
| Épreuve | Performance | Lieu                            | Date                                        |
| ------- | ----------- | ------------------------------- | ------------------------------------------- |
| 100 m   | 10 s 08     | Birmingham Hengelo Loughborough | 13 juillet 2013 8 juin 2014 16 juillet 2016 |
| 200 m   | 20 s 46     | La Chaux-de-Fonds               | 3 juillet 2011                              |